# Энгельман, Карл Михайлович
Карл Георгиевич (Егорович) Энгельман (ок 1890 — 18 октября 1831) — русский военный деятель немецкого происхождения, генерал-майор (1827), командир Лейб-гвардии Литовского полка (1829—1831).

## Биография
Службу начал офицером в 5-й резервной артиллерийской бригаде, откуда в 1811 году был переведен в Лейб-гвардии Литовский пехотный полк. Участвовал в Отечественной войне 1812 года, был произведён в поручики за Бородинское сражение. В составе полка принимал участие в Заграничных походах 1813—1814 годов, где многократно отличился.
В 1829 году Энгельман — уже генерал-майор и командир Лейб-гвардии Литовского полка.
В самом начале Польского восстания 1830 года был захвачен в плен польскими повстанцами в Варшаве, в тот момент, когда ехал к своему полку, после того, как ему доложили о начавшихся в городе беспорядках.
В следующем году Энгельман был освобождён из плена и вступил опять в командование Лейб-гвардии Литовским полком, но командование это продолжалось недолго: плен и то полное расстройство хозяйства в полковых частях, которое он нашел по возвращении из плена, настолько повлияли на Энгельмана, что он впал в меланхолию и застрелился.

## Награды
- Орден Святой Анны 2-й степени с алмазами (1825).
- Орден Святого Владимира 3-й степени (1829).